# Oligopsoni
Oligopsoni är en form av imperfekt konkurrens som förekommer när det finns många producenter relativt till antalet köpare. Det är det rakt motsatta förhållandet jämfört med oligopol. Ett exempel på oligopsoni är den amerikanska tobaksmarknaden, där det finns många producenter av tobak, men enbart tre företag köper över 90 procent av den tillverkade kvantiteten.